# Vörös-zöld szövetség
A Vörös-zöld szövetség a "vörös" szociáldemokraták vagy a demokratikus szocialisták és a "zöld" környezetvédő pártok közti szövetség.
A szövetség alapja gyakran a baloldali politikai irányultságuk és bizalmatlanság a kapitalistákkal szemben. Míg a "vörös" pártok a kapitalisták általi a dolgos munkásrétegre gyakorolt ártalmas hatásaira fókuszálnak, a zöld pártok a korlátozatlan kapitalizmus ökológiai következményeivel foglalkoznak.
Két célja van a vörös-zöld szövetségeknek. Az első típusa a balközép pártok által alapított rövidtávú eredményesség egy koalíciós kormány létrehozásával. A második típus egy hosszútávú szervezeti szövetség, melyet megpróbálhatnak ellensúlyozni a kapitalisták.

## Vörös-zöld kormányok
Számos vörös-zöld kormány alakult már Európában az 1990-es évek óta.
- Németországban, a Vörös-zöld koalíció a Szociáldemokrata Párt és a Zöldek szövetsége 1998-tól 2005-ig terjedő időszakban, Gerhard Schröder vezette.
- Franciaországban, 1997-től 2002-ig.
- Norvégiában a kormány 2005-ben alakult és 2009-ben újraválasztották.
- Vörös-zöld koalíciós kormányok Olaszországban és Finnországban szintén alakultak.

## Radikális vörös-zöld szövetségek
A szélső baloldali pártok gyakran szocialistákkal és bal orientáltságú zöldekkel vannak szövetségben.

## Vörös-zöld szövetségek középbaloldali pártokkal
Vannak vörös-zöld politikai szövetségek és választási egyezmények a szocialista demokrata és liberális pártok, zöld pártok között.
- Kanadában ("Vörös-zöld Szövetség") limitált együttműködést írt alá a centralista Kanadai Liberális Párttal és a Kanadai Zöld Párt, amelyik közép-baloldali. Kanadában megy egy népszerű Vörös Zöld tévéshow.
- Svédországban szintén működik egy vörös-zöld politikai szövetség, melyet 2008. december 7-én alapították.  Céljaik között szerepel többséget szerezni a svéd 2010. szeptember 19-ei választásokon, saját koalíciót alkotva.
- Vörös-zöld szövetség alakult a 2008-as londoni általános választásokra. Ken Livingstone köztisztviselő a Liberális Párt jelöltje választási megállapodást kötött a Zöld Párttal. .
- A vörös-zöld szövetség kifejezést használták a walesi koalícióra a 2007-es választásokat követően.